# ガラスハッチ

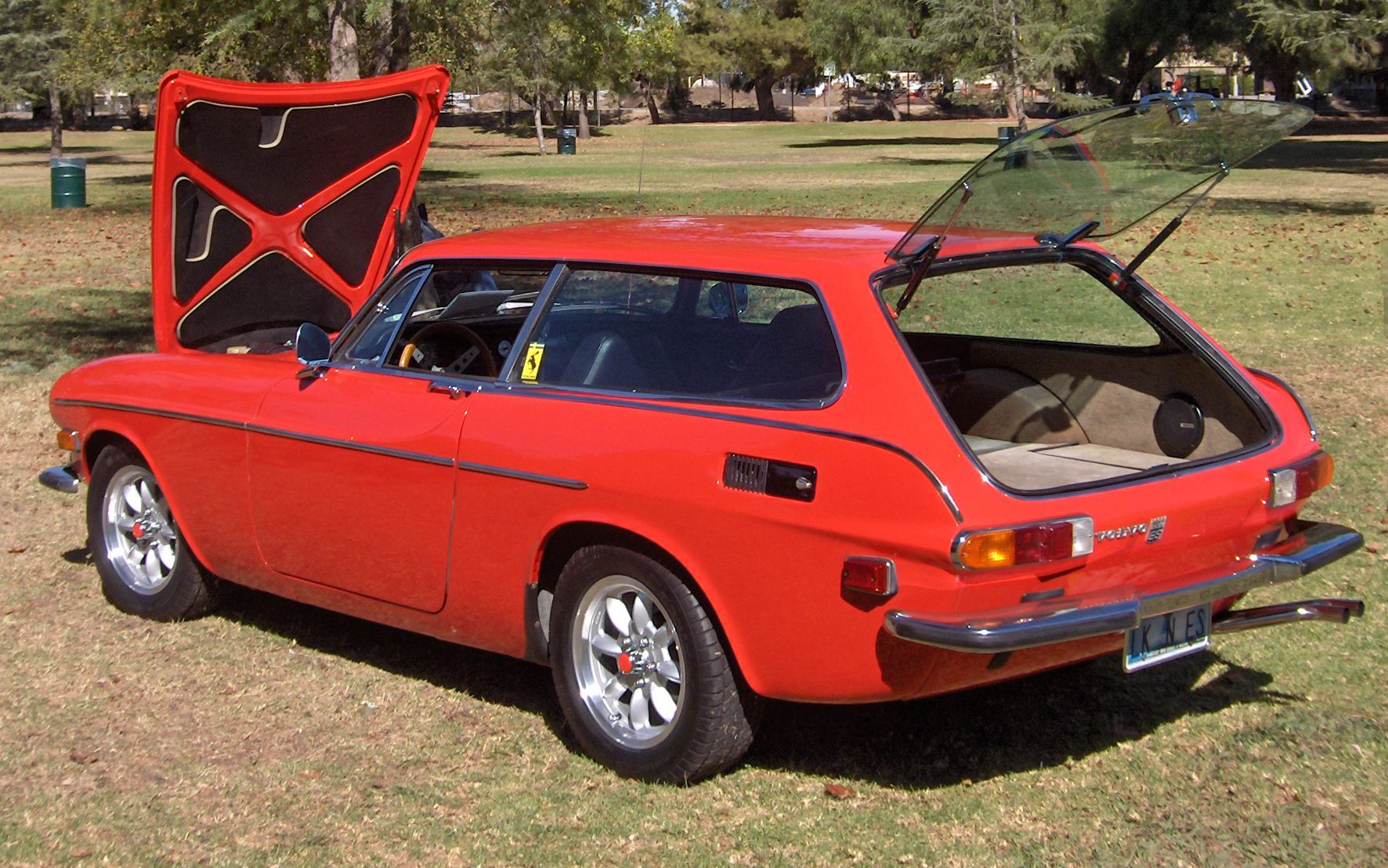
ガラスハッチの一例
ボルボ・P1800 ES

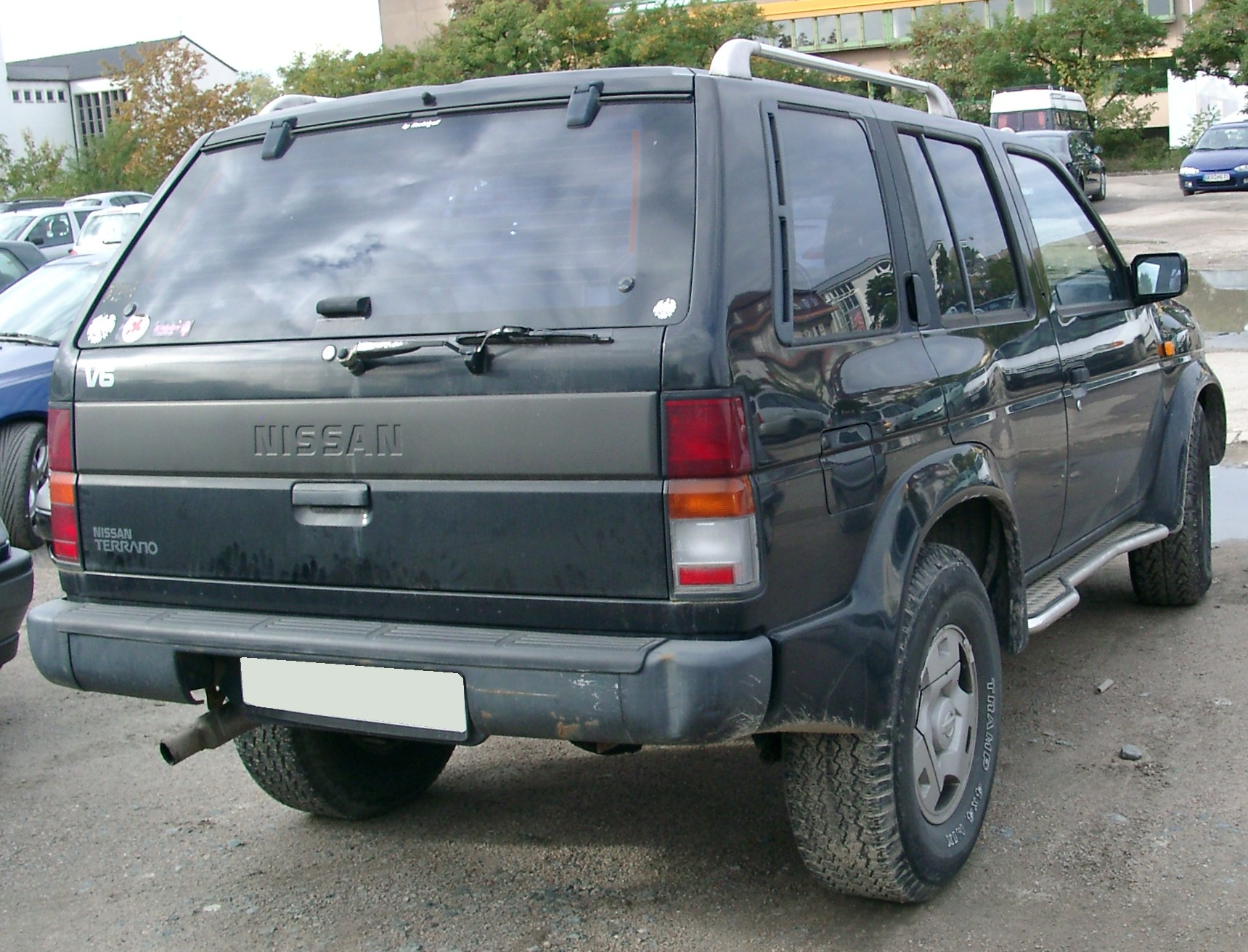
バックドアとの併用例
初代日産・テラノ
リアワイパーの格納位置は窓の開閉を邪魔しない外側にあり、使用時には窓の下端まで移動し、窓の中だけで反転動作を行う。

ガラスハッチとは一部のステーションワゴン、SUV、トールワゴンを含むハッチバックなどに用いられる開閉機構であり、グラスハッチと呼ばれることもある。
リアウインドウ自体を跳ね上げ式としてバックドアに準ずる役割をもたせたものと、バックドアのウインドウをさらに跳ね上げ式としたものとがある。

## 概要
リアウインドウ自体を跳ね上げ式としてバックドアと兼用する例は、スズキ・ツインやトヨタ・アイゴのような大衆車で、簡便な構造としてコストを抑える場合、スポーツカーなどで車体剛性を保つため開口部を大きくしたくない場合、ボルボ・C30のようにスポーツワゴンとしての見栄えを整える場合、初代マツダ・RX-7などのように、ヒドゥンピラー化してリアクォーターウインドウとリアウインドウの一体感を出す場合などに用いられる手法である。
スズキ・フロンテクーペと後継のセルボは、リアエンジンであることもあり、寸法的に後部にトランクを設けることができず、2ドアで室内後部の荷物置き場へのアクセスもそれほど良好ではなかったため、少しでも利便性を高めるためリアウインドウをガラスハッチとしている。
一方、バックドアにガラスハッチを追加する場合は、バックドア自体を開閉することなく荷物を出し入れできる利便性を追求したものであり、ショッピングモールで数軒をまわる場合や、狭いところなどでは重宝する。
特に米国フォードや日欧の北米向けの車種に採用例が多く、かつてはリアウインドウのみの開閉も可能であったステーションワゴンやSUVの使い方を受け継ぐものである。以前はスライド昇降式が主流で、そのほとんどがキーを鍵穴に入れ、バックドアの解錠と逆にひねって操作するパワーウインドウである。
日本国内専売の車種に限ると、開発費が潤沢であった1990年代以降に採用例が増えたが、現在はごくわずかな車種のみに採用されている。
現在のものは、どのガラスハッチもガスストラットの反発力で跳ね上げている。ガラスハッチにはこのガスストラットとヒンジを取り付けるボルト穴が貫通しており、外観での判別も可能である。